# Giuseppe Gallone di Nociglia
Giuseppe Francesco Maria Daniele Conserto Gallone di Nociglia, principe di Tricase, Moliterno e Marsiconuovo, barone di Caprarica, Tutino, Depressa, Principiano, Nociglia, Bernarda, Luforni, Supersano, Belvedere, Picerno, Sarcuni e San Chirico Raparo, Foresta e Torricella (Napoli, 20 agosto 1819 – Napoli, 13 febbraio 1898), è stato un imprenditore e politico italiano.
Studioso di filosofia e di religioni antiche, fece parte della Massoneria ed è stato gran maestro del Rito di Misraïm e dell'Ordine Osirideo Egizio.

## Ascendenza
|                                                                |                                                  |                                                            | Genitori                                                      |  |  | Nonni |  |  | Bisnonni                                                     |  |  | Trisnonni                                            |  |
|                                                                |                                                  |                                                            |                                                               |  |  |       |  |  | Giuseppe Domenico Gallone di Nociglia, V principe di Tricase |  |  | Stefano Gallone di Nociglia, III principe di Tricase |  |
|                                                                |                                                  |                                                            |                                                               |  |  |       |  |  | Giuseppe Domenico Gallone di Nociglia, V principe di Tricase |  |  | Stefano Gallone di Nociglia, III principe di Tricase |  |
|                                                                |                                                  | Lucrezia di Capua                                          |                                                               |  |  |       |  |  | Giuseppe Domenico Gallone di Nociglia, V principe di Tricase |  |  |                                                      |  |
| Giuseppe Gerardo Gallone di Nociglia, VI principe di Tricase   |                                                  |                                                            |                                                               |  |  |       |  |  | Giuseppe Domenico Gallone di Nociglia, V principe di Tricase |  |  |                                                      |  |
|                                                                |                                                  | Beatrice Sersale                                           | Onofrio Sersale, marchese                                     |  |  |       |  |  |                                                              |  |  |                                                      |  |
|                                                                |                                                  | Beatrice Sersale                                           | Onofrio Sersale, marchese                                     |  |  |       |  |  |                                                              |  |  |                                                      |  |
|                                                                |                                                  | Beatrice Sersale                                           | Lucrezia Capuano                                              |  |  |       |  |  |                                                              |  |  |                                                      |  |
| Giovanni Battista Gallone di Nociglia, VII principe di Tricase |                                                  | Beatrice Sersale                                           |                                                               |  |  |       |  |  |                                                              |  |  |                                                      |  |
|                                                                |                                                  | Giovanni Battista Pignatelli, IV principe di Marsico Nuovo | Girolamo Pignatelli, III principe di Marsico Nuovo            |  |  |       |  |  |                                                              |  |  |                                                      |  |
|                                                                |                                                  | Giovanni Battista Pignatelli, IV principe di Marsico Nuovo | Girolamo Pignatelli, III principe di Marsico Nuovo            |  |  |       |  |  |                                                              |  |  |                                                      |  |
|                                                                |                                                  | Giovanni Battista Pignatelli, IV principe di Marsico Nuovo | Francesca Pignatelli Tagliavia d'Aragona                      |  |  |       |  |  |                                                              |  |  |                                                      |  |
| Maria Emanuela Pignatelli                                      |                                                  | Giovanni Battista Pignatelli, IV principe di Marsico Nuovo |                                                               |  |  |       |  |  |                                                              |  |  |                                                      |  |
|                                                                |                                                  | Luisa d'Avalos d'Aquino d'Aragona                          | Diego II d'Avalos d'Aquino d'Aragona, XVI marchese di Pescara |  |  |       |  |  |                                                              |  |  |                                                      |  |
|                                                                |                                                  | Luisa d'Avalos d'Aquino d'Aragona                          | Diego II d'Avalos d'Aquino d'Aragona, XVI marchese di Pescara |  |  |       |  |  |                                                              |  |  |                                                      |  |
|                                                                |                                                  | Luisa d'Avalos d'Aquino d'Aragona                          | Eleonora Acquaviva d'Aragona                                  |  |  |       |  |  |                                                              |  |  |                                                      |  |
| Giuseppe Gallone di Nociglia, VIII principe di Tricase         |                                                  | Luisa d'Avalos d'Aquino d'Aragona                          |                                                               |  |  |       |  |  |                                                              |  |  |                                                      |  |
|                                                                | Francesco Maria Statella, XI principe di Cassaro | Antonio Maria Statella, X principe di Cassaro              |                                                               |  |  |       |  |  |                                                              |  |  |                                                      |  |
|                                                                | Francesco Maria Statella, XI principe di Cassaro | Antonio Maria Statella, X principe di Cassaro              |                                                               |  |  |       |  |  |                                                              |  |  |                                                      |  |
|                                                                | Francesco Maria Statella, XI principe di Cassaro | Eleonora di Napoli, signora di Bambina                     |                                                               |  |  |       |  |  |                                                              |  |  |                                                      |  |
| Antonio Statella, XII principe di Cassaro                      | Francesco Maria Statella, XI principe di Cassaro |                                                            |                                                               |  |  |       |  |  |                                                              |  |  |                                                      |  |
|                                                                |                                                  | Felicia Naselli                                            | Giovanni Naselli                                              |  |  |       |  |  |                                                              |  |  |                                                      |  |
|                                                                |                                                  | Felicia Naselli                                            | Giovanni Naselli                                              |  |  |       |  |  |                                                              |  |  |                                                      |  |
|                                                                |                                                  | Felicia Naselli                                            | Livia Oneto                                                   |  |  |       |  |  |                                                              |  |  |                                                      |  |
| Maria Felicia Statella di Cassaro                              |                                                  | Felicia Naselli                                            |                                                               |  |  |       |  |  |                                                              |  |  |                                                      |  |
|                                                                |                                                  | Francesco Rodrigo Corrado Moncada, conte di Caltanissetta  | Giovanni Luigi Moncada, IX principe di Paternò                |  |  |       |  |  |                                                              |  |  |                                                      |  |
|                                                                |                                                  | Francesco Rodrigo Corrado Moncada, conte di Caltanissetta  | Giovanni Luigi Moncada, IX principe di Paternò                |  |  |       |  |  |                                                              |  |  |                                                      |  |
|                                                                |                                                  | Francesco Rodrigo Corrado Moncada, conte di Caltanissetta  | Agata Branciforte di Scordia                                  |  |  |       |  |  |                                                              |  |  |                                                      |  |
| Stefania Moncada                                               |                                                  | Francesco Rodrigo Corrado Moncada, conte di Caltanissetta  |                                                               |  |  |       |  |  |                                                              |  |  |                                                      |  |
|                                                                |                                                  | Giovanna Beccadelli                                        | Giuseppe Beccadelli, VI principe di Camporeale                |  |  |       |  |  |                                                              |  |  |                                                      |  |
|                                                                |                                                  | Giovanna Beccadelli                                        | Giuseppe Beccadelli, VI principe di Camporeale                |  |  |       |  |  |                                                              |  |  |                                                      |  |
|                                                                |                                                  | Giovanna Beccadelli                                        | Stefania Montaperto di Raffadali                              |  |  |       |  |  |                                                              |  |  |                                                      |  |
|                                                                |                                                  | Giovanna Beccadelli                                        |                                                               |  |  |       |  |  |                                                              |  |  |                                                      |  |